# Georg Bodenstein

Georg Bodenstein (vor 1918)

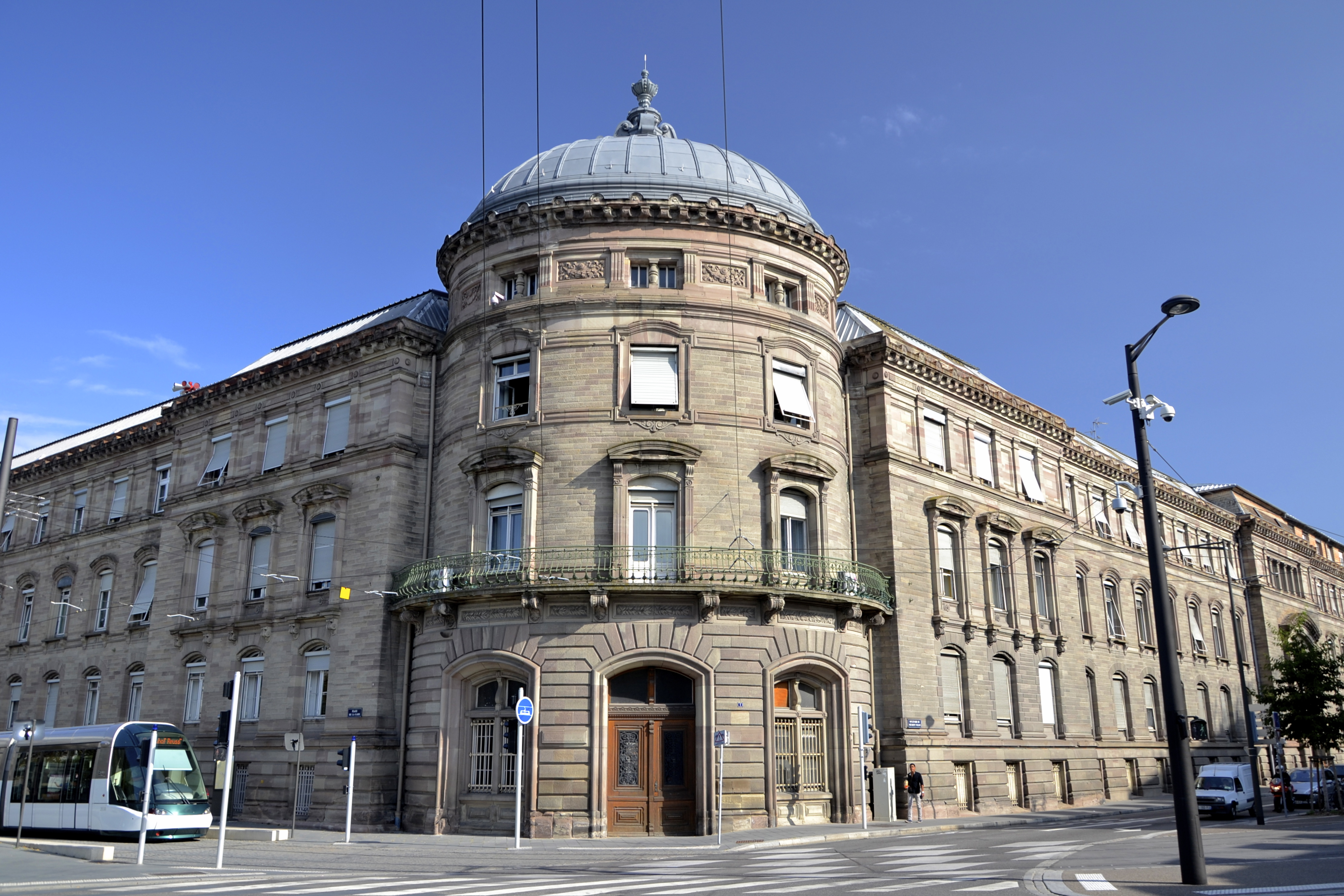
Dienstsitz in Straßburg: das Verwaltungsgebäude der Reichseisenbahnen in Elsaß-Lothringen

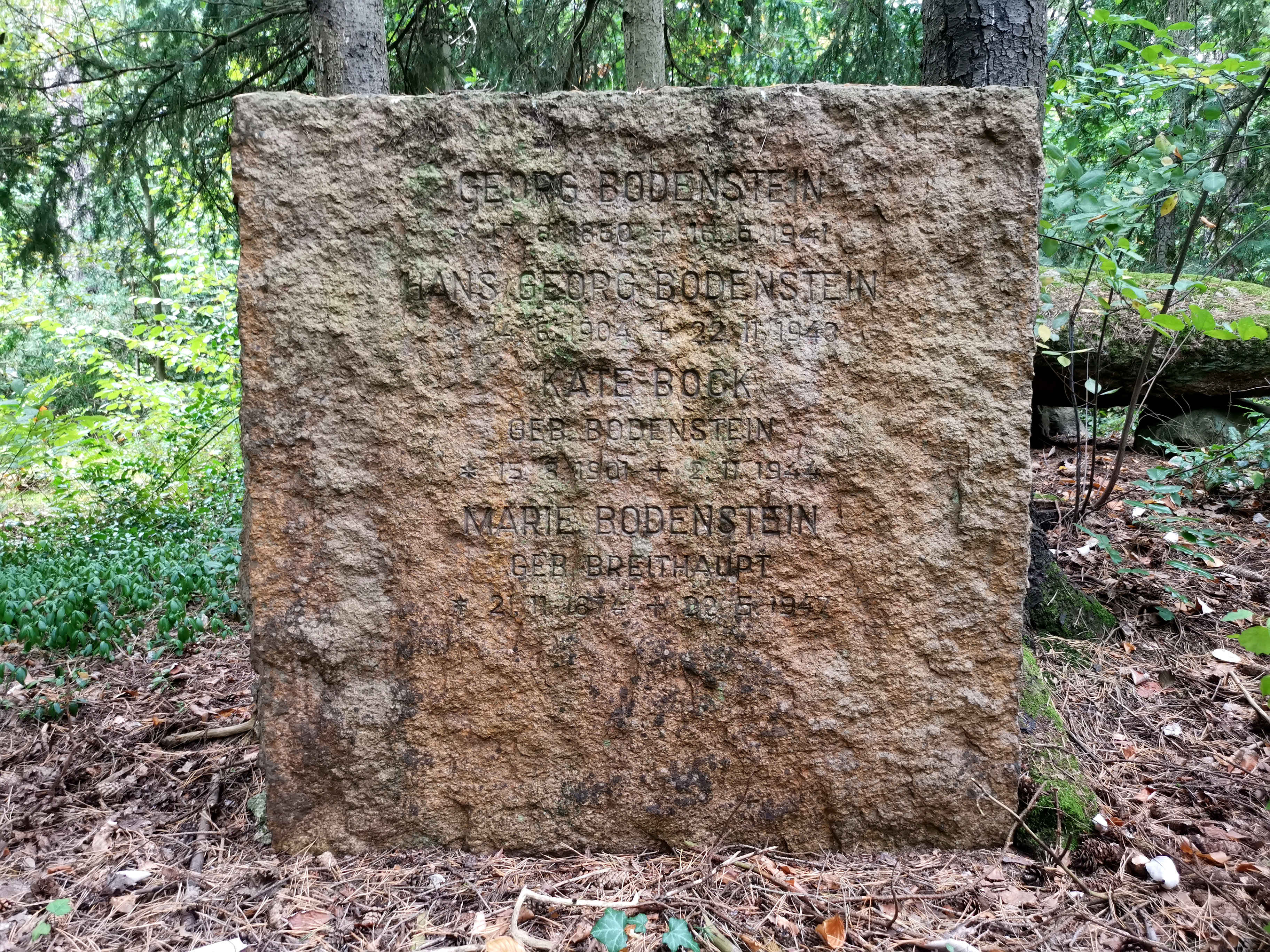
Grabstelle auf dem Südwestkirchhof Stahnsdorf

Georg Bodenstein (* 17. August 1860 in Kolberg; † 16. Juni 1941 in Berlin) war ein deutscher Verwaltungsjurist, letzter Präsident der Reichseisenbahnen in Elsaß-Lothringen und Staatssekretär.

## Berufliche Entwicklung
Nach dem Studium der Rechtswissenschaften in Heidelberg und der Promotion zum Dr. jur. wurde er 1888 zunächst Gerichtsassessor:60, wechselte 1891 als Regierungsassessor in die Verwaltung und war ab 1895 Mitglied der Königlichen Eisenbahndirektion Posen. 1897 wurde er zum Regierungsrat und 1908 zum Oberregierungsrat befördert und an die Königliche Eisenbahndirektion Essen versetzt. 1913 wurde er Präsident der Königlichen Eisenbahndirektion Posen, 1916 wechselte er in der gleichen Funktion zur Königlichen Eisenbahndirektion Königsberg.
1918 erfolgte in der letzten Phase des Ersten Weltkriegs seine Ernennung zum Präsidenten der Kaiserlichen Generaldirektion der Eisenbahnen in Elsaß-Lothringen. Gleichzeitig erhielt er den Titel eines Wirklichen Geheimen Oberregierungsrats. Er wehrte sich gegen die Überbeanspruchung der Eisenbahn in Elsaß-Lothringen durch das Militär.:60
Mit dem Verlust Elsaß-Lothringens für Deutschland nach dem Ersten Weltkrieg betreute er die Übergabe der Reichseisenbahnen in Elsaß-Lothringen an Frankreich.:61 Er selbst fand eine neue Verwendung als Unterstaatssekretär im preußischen Ministerium der öffentlichen Arbeiten in Berlin. 1919 war er zugleich Präsident des Landeseisenbahnrates der Preußischen Staatseisenbahnen. 1920 wechselte er als Staatssekretär in das Reichsverkehrsministerium. In dieser Funktion war er in den folgenden Jahren nicht nur Leiter der Zweigstelle Preußen-Hessen mit dem Referenten Regierungsrat Ernst Schlütter, sondern auch Leiter der Friedensstelle des Ministeriums. Nach vierjähriger Tätigkeit als Staatssekretär wurde Bodenstein 1924 in den Ruhestand verabschiedet.

## Privatleben
Bodenstein war Mitglied des Corps Rhenania Heidelberg. 1921 wurde er zusammen mit Friedrich Wilhelm Gutbrod, einem Ministerialdirektor und späteren Staatssekretär des Reichsverkehrsministeriums, Mitglied der Gesetzlosen Gesellschaft zu Berlin, eines „Gesellschaftsclubs“, dessen Mitglieder prominente Persönlichkeiten der geistigen, künstlerischen und militärischen Elite waren. Seine letzte Ruhestätte fand er auf dem Südwestkirchhof Stahnsdorf (Block Epiphanien, Gartenblock II, Erbbegräbnis 34).